# Left 4 Dead
Left 4 Dead е мултиплейър сървайвър хорър игра от 2008 г., издадена от Valve. Действието се развива по време на последствията от световен зомби апокалипсис. Играта изправя 4 протагонисти (Оцелелите) срещу орди от инфектирани. Тя има 4 мода на игра – сингълплейър, в който съюзниците са контролирани от изкуствен интелект, мод, в който 4 играчи от цял свят се изправят срещу зомбитата, мод, в който играчите се разпределят на 4 оцелели и 4 зомбита от различен вид и сървайвър мод с 4 играчи.
Популярността на играта води до издаване на втора част – Left 4 Dead 2, издадена на 17 ноември 2009 г. Нова карта, наречена The Sacrifice е издадена и за двете игри на 5 октомври 2010 г.

## Сюжет
В щата Пенсилвания избухва Зелен грип, силно заразен патоген, който причинява екстремна агресия, мутация на телесните клетки и загуба на висши мозъчни функции (заразените стават зомбита). Две седмици след първата инфекция четирима оцелели – Уилям „Бил“ Овербек (зелена барета и ветеран от войната във Виетнам), Зоуи (студентка), Луис (мениджър) и Франсис (моторист) – си проправят път до град Феърфийлд, само за да разберат, че че инфекцията създава по-опасни мутации в някои от своите приемници. След като избягват за малко тези нови заразени, нападани от орди от други (както се вижда във въвеждащото видео), оцелелите са предупредени за наличието на евакуационен пункт на близкия покрив на болница Мърси от преминаващ хеликоптер. Проправяйки пътя си по улиците на града, метрото и канализацията, те са спасени от покрива на болницата от пилота, само за да открият, че той е заразен.
Зоуи е принудена да го убие и хеликоптера се разбива в индустриален квартал извън града. Групата намира брониран камион за доставки и с него стигат до град Ривърсайд. Те разбират, че пътят там е блокиран и продължават пеша. След като се сблъскват с враждебен мъж в местната църква, те откриват, че градът е превзет и решават да се отправят към близката лодка за да се спасят. Свързвайки се с малък риболовен кораб, те успяват да стигнат до град Нюбург от другата страна на реката, само за да открият голяма част от него в пламъци. Търсейки прикритие в голяма оранжерия, почивката им е прекъсната, когато над тях минава военен самолет и оцелелите пътуват през бизнес района на града към международното летище Metro. При пристигането си групата вижда, че в опит да овладее заразата военните са бомбардирали летището. Пистата обаче е до голяма степен непокътната, което позволява на оцелелите да заредят и да избягат с чакащ самолет.
Но и този самолет се разбива и оцелелите отново се оказват сами в покрайнините на Националната гора Алегени. Групата следва влакови релси, които ги водят до изоставен военен аванпост. След като използват радиопредаване, за да съобщят местоположението си оцелелите се борят за последно срещу пълчища заразени, преди да пристигне военен БТР, който да ги транспортира до североизточната безопасна зона Ехо, което се предполага, че е една от малкото (ако не и единствената) безопасна зона. Вместо това те са отведени във военно отделение и информирани, че въпреки че са имунизирани, те все още носят инфекцията. Те са временно задържани от военните, преди базата да бъде затрупана със заразени. Четиримата бягат с влак и пътуват на юг по настояване на Бил; Бил вярва, че ще бъдат в дългосрочна безопасност от заразените на островите Флорида Кийс.
В пристанищния град Рейфорд те откриват лодка, но трябва да вдигнат стар ръждясал мост, задвижван от остарял генератор, за да изведат лодката в открити води, сигурни че шумът от машините ще привлече голяма орда. Бил се жертва, за да рестартира генератора. След като изчакват ордата да се разпръсне, тримата след това се натъкват на още четирима оцелели. е преместват лодката от другата страна на моста и им помагат да спуснат отново моста, за да могат да преминат в колата си. След това Луис, Зоуи и Франсис се отправят обратно към лодката и тръгват по пътя към Кийс.